# Frank Tore Larsen
Frank Tore Larsen, född 30 december 1990 i Drammen, är en norsk rallyförare som tidigare tävlat i WRC2, andra divisionen i WRC.